# Stick pusher
El Stick Pusher, también conocido como Sistema de Descenso para la Prevención de una Entrada en Pérdida, es un dispositivo mecánico que cuando detecta que una aeronave  está a punto de entrar en una entrada en pérdida, hace bajar la nariz de la aeronave para aumentar la velocidad aerodinámica y evitar, junto con el Stick Shaker, un accidente causado por una entrada en pérdida.

Cuando el Stick Pusher detecta que una aeronave va a entrar en pérdida, el sistema baja la palanca de mando y el sistema de las superficies de vuelo hace que baje el timón de profundidad y la aeronave comience a descender

Para evitar que una aeronave entre en pérdida, el fabricante puede instalar un dispositivo hidráulico o electromecánico que empuja hacia adelante el sistema de control del timón de profundidad cuando el ángulo de ataque de la aeronave alcanza el valor predeterminado, y luego deja de empujar cuando el ángulo de ataque está dentro de los límites. A este sistema se le conoce como Stick Pusher
Los requisitos de seguridad aplicables a las aeronaves de la categoría de transporte, y también a muchas aeronaves militares, son relativamente exigentes en el área de las cualidades de manejo previo a una entrada en pérdida y la recuperación de la misma. Algunas de estas aeronaves no pueden cumplir con estos requisitos de seguridad basándose únicamente en las cualidades aerodinámicas naturales de la aeronave. Para cumplir con los requisitos reglamentarios, los fabricantes pueden optar por instalar un sistema de monitoreo constante de los parámetros críticos y se active automáticamente para reducir el ángulo de ataque cuando sea necesario para evitar una entrada en pérdida. Los parámetros críticos incluyen el ángulo de ataque, la velocidad aerodinámica, el ajuste de los flaps del ala y el factor de carga. El piloto no debería de realizar alguna acción para reconocer el problema o reaccionar ante la activación del Stick Pusher.

## Historia
En 1963, un avión de pasajeros BAC One-Eleven se estrelló durante un vuelo de prueba de una entrada en pérdida. Los pilotos empujaron a la aeronave con cola en T más allá de los límites de recuperación de una entrada en pérdida y entraron en un estado de entrada en pérdida profunda, en el que el aire perturbado del ala en pérdida había hecho que el timón de profundidad fuera ineficaz, lo que llevó directamente a una pérdida de control y un posterior accidente.  Como consecuencia del accidente, se instaló un sistema combinado de Vibración/Impulsador de la palanca de mando en todos los aviones de pasajeros BAC One-Eleven en producción. Una consecuencia más amplia del incidente fue la instauración de un nuevo requisito relacionado con la capacidad del piloto para identificar y superar las condiciones de la entrada en pérdida; el diseño de las aeronaves en la categoría de transporte que no cumplan con los detalles de este requisito puede ser aceptable si la aeronave está equipada con un Stick Pusher.
Después de que el vuelo 191 de American Airlines se estrellará el 25 de mayo de 1979, la Administración Federal de Aviación (FAA) emitió una directiva de aeronavegabilidad que obligaba a instalar y poner en funcionamiento el Stick Shaker y Stick Pusher en ambas palancas de controles de vuelo en la mayoría de los McDonnell Douglas DC-10, un avión de pasajeros trirreactor. (Anteriormente, solo la palanca de mando del capitán estaban equipados con un Stick Shaker en el DC-10; en el caso del vuelo 191, este único Stick Shaker se había desactivado por un fallo parcial de la alimentación eléctrica al inicio de la emergencia). Además de la presión regulatoria, varios fabricantes de aeronaves se han esforzado por idear sus propios sistemas mejorados de protección contra la entrada en pérdida, muchos de los cuales han incluido el Stick Shaker. La empresa aeroespacial estadounidense Boeing había diseñado e integrado diversos sistemas de advertencia en caso de una entrada en pérdida en las numerosas aeronaves que han producido. 
Según la revista aeroespacial Flying, el sistema tradicional del Stick Pusher fue establecido originalmente por Boeing.  El Seattle Times observó que Boeing había evitado históricamente la integración del sistema Stick Pusher en muchos de sus aeronaves como una cuestión de filosofía de vuelo para evitar automatizar excesivamente las acciones del piloto. Entre otros aviones en cuyo desarrollo participó Boeing, fue la serie 300 del avión regional De Havilland Canada Dash 8 que también estaba equipada con este sistema.
Existen varias variaciones y diferencias de funcionalidad entre los Stick Pusher instalados en diferentes aeronaves. Textron Aviation desarrolló su propio sistema para su jet comercial Citation Longitude, optando por automatizar el sistema de empujador aumentado de la aeronave a través de su integración con el piloto automático, eliminando así la necesidad de involucrar cualquier mecanismo electromecánico. En consecuencia, la función del Stick Pusher de Textron hace que el servo del piloto automático empuje la nariz del avión hacia abajo para reducir el ángulo de ataque. Se ha adoptado un sistema de advertencia de entrada en pérdida relativamente similar en el jet comercial ligero Pilatus PC-24. Bombardier Aerospace también incorporó un Stick Pusher en su familia de jets comerciales Challenger 600.
Aunque no estaba incluido en los modelos anteriores de la aeronave, Lockheed Martin decidió incluir el sistema de Stick Pusher en el C-130J Super Hercules de nueva generación, que sufría de entradas en pérdida inesperadas que habían retrasado la puesta en servicio y no se pudieron resolver mediante múltiples alteraciones aerodinámicas. La familia Embraer ERJ ha sido equipada con un Stick Pusher, a pesar de que, según se informa, todas las pruebas de entrada en pérdida se completaron sin incidentes. En Europa, los aviones de pasajeros que no son conocidos por poseer características de sufrir una entrada en pérdida profunda, como el avión de pasajeros de fuselaje estrecho McDonnell Douglas MD-80, han tenido que estar equipados rutinariamente con el sistema Stick Pusher incluso cuando otros organismos reguladores han considerado que tales dispositivos son innecesarios.
El principio del Stick Pusher también es aplicable a los helicópteros. Se han puesto a disposición dispositivos de descenso colectivos, que funcionan de forma muy similar al Stick Pusher. Sin embargo, un empujador de la palanca de mando no debe confundirse con el Stick Shaker, siendo este último un dispositivo que advierte a los pilotos de una entrada en pérdida inminente mediante vibraciones rápidas y ruidosas de la palanca de mando.
Para los pilotos sin experiencia total de vuelo, la activación del Stick Pusher puede resultar particularmente abrupta, vigorosa y alarmante, pero se trata de una parte intencionada y normal de su funcionalidad para garantizar que surta efecto antes de que se produzca una entrada en pérdida profunda. Además, los fabricantes de aeronaves que instalan los empujadores de la palanca de mando reconocen que existe el riesgo de que el dispositivo se active por error cuando no es necesario, y por lo tanto deben tomar las previsiones adecuadas para que los pilotos reaccionen a la activación no deseada del Stick Pusher. En algunas aeronaves equipadas con empujadores de palanca, el piloto puede sobrepotenciar el empujador de palanca; en algunas implementaciones, el piloto también puede desactivar manualmente el sistema.
Durante la década del 2000, hubo una serie de accidentes que se atribuyeron, al menos en parte, a que los pilotos habían dado respuestas inadecuadas al momento en el que se activó el Stick Pusher. A principios de la década de 2010, en respuesta a estos accidentes, la Administración Federal de Aviación (FAA) emitió una guía instando a los operadores a garantizar que las tripulaciones de vuelo reciban la capacitación adecuada sobre el uso de los Stick Pusher.